# George Andrew Olah
George Andrew Olah tên khai sinh là Oláh György (sinh ngày 22 tháng 5 năm 1927 tại Budapest, mất ngày 8 tháng 3 năm 2017) là nhà hóa học người Mỹ gốc Hungary, đã đoạt giải Nobel Hóa học năm 1994.

## Cuộc đời
Olah sinh tại Budapest, Hungary, ngày 22.5.1927. Sau khi tốt nghiệp trung học ở trường "Budapesti Piarista Gimnazium" (do một dòng tu Công giáo điều hành), ông vào học rồi sau đó giảng dạy ở trường đại học mà ngày nay gọi là Đại học Công nghệ và Kinh tế Budapest (Budapest University of Technology and Economics).
Do Sự kiện năm 1956 ở Hungary, ông và gia đình di chuyển sang Anh rồi sang Canada nơi ông gia nhập Công ty Dow Chemical ở Sarnia, Ontario, cùng với Stephen J. Kuhn, một nhà hóa học Hungary khác. Công trình tiên phong của Olah về carbocation khởi sự trong 8 năm ông làm việc ở Công ty Dow Chemical.
Năm 1965 ông sang Hoa Kỳ làm việc ở Đại học Case Western Reserve và sau đó sang Đại học Nam California năm 1977. Năm 1971, Olah nhập quốc tịch Mỹ.
Hiện nay Olah làm giáo sư ở Đại học Nam California và làm giám đốc Viện nghiên cứu hydrocarbon Loker. Năm 2005, Olah đã viết một bài tiểu luận khuyến khích kinh tế methanol.
Gia đình Olah đã lập ra quỹ vốn (gọi là George A. Olah Endowment) để trao giải thưởng hàng năm cho các nhà hóa học xuất sắc. Giải thưởng này do Hội Hóa học Hoa Kỳ quản lý và tuyển chọn.

## Sự nghiệp
Việc tìm kiếm các carbocation ổn định đã dẫn tới sự khám phá ra methane proton hóa được ổn định bởi siêu axít, như FSO3H-SbF5 ("Axít thần diệu"). 
CH4 + H+ → CH5+
Olah cũng dính líu vào cuộc tranh luận kéo dài suốt sự nghiệp với Herbert C. Brown của Đại học Purdue về sự tồn tại của cái gọi là «carbocation phi cổ điển» (nonclassical carbocation) – như cation norbornyle, cái có thể được mô tả như đặc tính cation không được định vị trên nhiều liên kết hóa học.
Trong những năm gần đây, việc nghiên cứu của ông đã thay đổi từ hydrocarbon cùng việc biến đổi chúng thành nhiên liệu sang kinh tế methanol. Ông đã cùng tham gia với Robert Zubrin, Anne Korin, và James Woolsey trong việc thúc đẩy sáng kiến sử dụng nhiên liệu uyển chuyển.

## Giải thưởng và Vinh dự
- Giải Nobel Hóa học 1994
- Viện sĩ Viện Hàn lâm Khoa học quốc gia Hoa Kỳ
- Hội viên nước ngoài Hội hoàng gia Luân Đôn
- Giải Arthur C. Cope.2001
- Huy chương Priestley 2005

## Tác phẩm kỹ thuật
- Olah, G. "Superacid Catalyzed Depolymerization and Conversion of Coals. Final Technical Report. [HF:BF{sub 2}/H{sub 2}]", University of Southern California, United States Department of Energy, (1980).
- Olah, G. A. "Superacid Catalyzed Coal Conversion Chemistry. 1st and 2nd Quarterly Technical Progress Reports, ngày 1 tháng 9 năm 1983-ngày 30 tháng 3 năm 1984.", University of Southern California, United States Department of Energy, (1984).
- Olah, G. A. "Superacid Catalyzed Coal Conversion Chemistry. Final Technical Report, ngày 1 tháng 9 năm 1983-ngày 1 tháng 9 năm 1986.", University of Southern California, United States Department of Energy, (1986).